# Малая Зверева
Малая Зверева — деревня в Свердловской области России, входит в Ирбитское муниципальное образование. 

## Географическое положение
Деревня Малая Зверева муниципального образования «Ирбитское муниципальное образование» расположена в 18 километрах (по автотрассе в 22 километрах) к югу-юго-востоку от города Ирбит, на правом берегу реки Кирга (правого притока реки Ница).

## Население
| 2002 | 2010 | 2021 |
| ---- | ---- | ---- |
| 39   | ↘35  | ↘17  |